# El mundo que abandoné
El mundo que abandoné es un relato humorístico escrito por el físico y escritor de ciencia ficción Anatoly Petrovich Mitskevich (en ruso: Анатолий Петрович Мицкевич) en el año de 1961.

## Argumento
El protagonista de esta historia es resucitado junto con una mujer para participar de un experimento de un investigador que diseñó una máquina que simula las leyes del mercado. El protagonista hace las veces de obrero usando la máquina mediante palancas y es recompensado con fichas que apenas alcanzan para su sustento. La chica, mientras tanto, hace las veces de clase capitalista por lo que, sin trabajar, recibe preciosos regalos producidos con el trabajo del protagonista.